# Gustave Olivier Lannes de Montebello
Pour les articles homonymes, voir Lannes et Montebello.
Pour les autres membres de la famille, voir Famille Lannes de Montebello.
Gustave Olivier Lannes (4 décembre 1804 à Paris - 29 août 1875 au château de Blosseville, Pennedepie), baron de Montebello et de l'Empire, dit le « comte de Montebello », est un militaire et homme politique français du XIXe siècle.
Quatrième et dernier fils de Jean Lannes, maréchal-duc de Montebello et Louise-Antoinette Scholastique de Guéhéneuc , Gustave Olivier Lannes fut général de division, aide de camp de Napoléon III et sénateur du Second Empire.

## Biographie
Engagé volontaire dans la cavalerie, prit part à l'expédition d'Alger (1830), où il se distingue en plusieurs engagements et gagna le grade de capitaine de spahis.
Il servit quelque temps en Pologue contre la Russie, revint en France, fut promu, en 1840, chef d'escadron décoré en 1843, et nommé, en 1847, colonel du 7e chasseurs à cheval.
L.-N. Bonaparte se l'attache comme aide de camp pendant la durée de la présidence et, en raison de son concours lors du coup d'État de 1851, le fit, le 22 décembre suivant, général de brigade.
Le comte de Montebello resta aide de camp de Napoléon III après le rétablissement de l'Empire, tandis que la comtesse Adrienne de Villeneuve-Bargemont, était nommée dame du palais de l'Impératrice.
Général de division (28 décembre 1855), il remplit en 1861 une mission à Rome auprès du pape Pie IX.

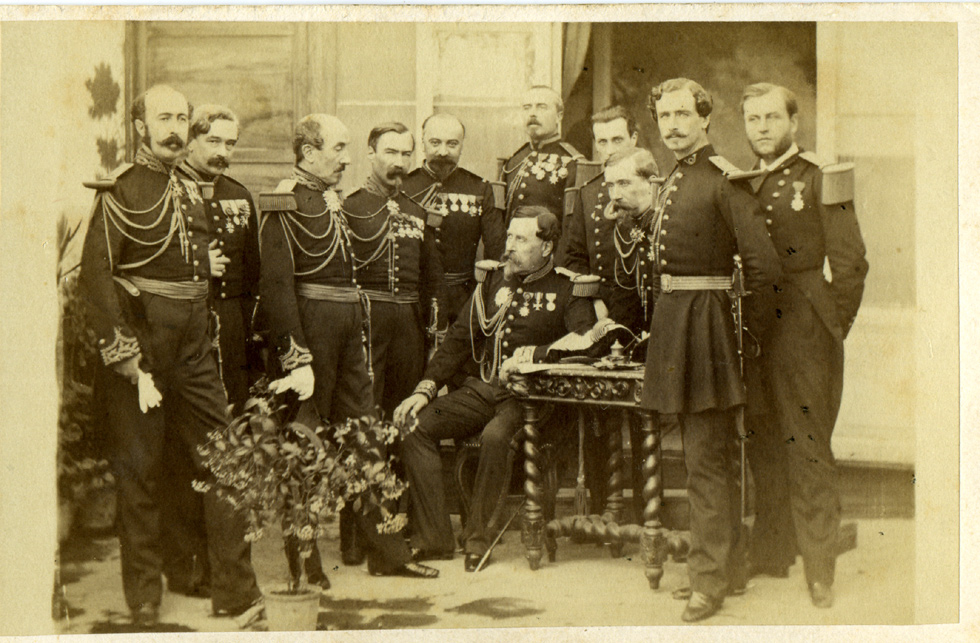
État-major du corps d'occupation en Italie (1863).

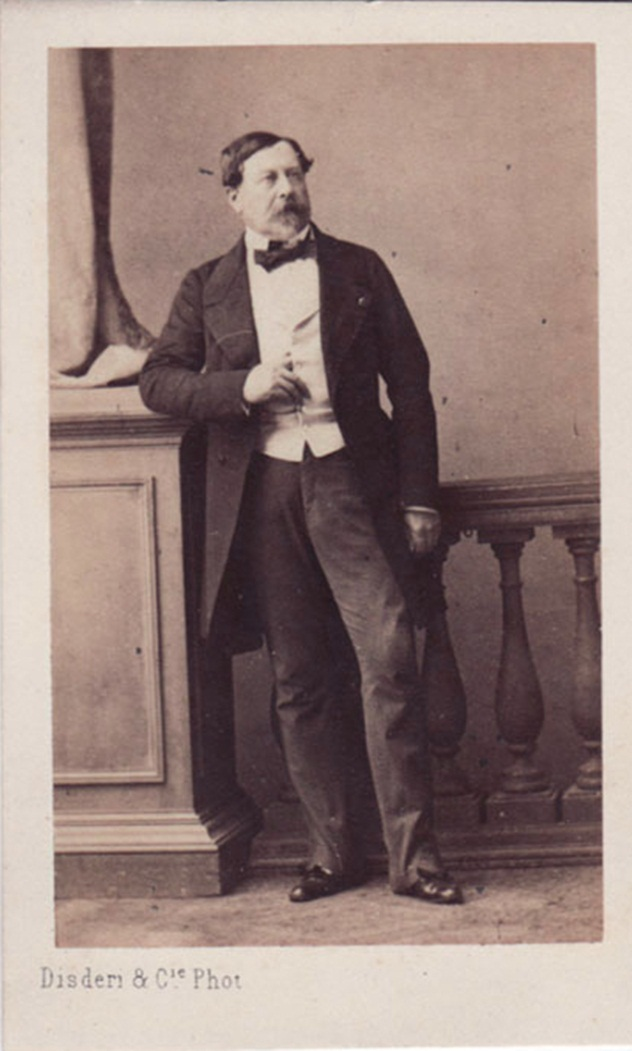
Le général de Montebello, photographié par Disdéri.

Il fut chargé, l'année suivante, du commandement du corps d'occupation. En 1863, le corps d'occupation est réduit à une seule division de trois brigades et un régiment de cavalerie (4e régiment de hussards). C'est le général de Montebello qui commande les troupes. Il est photographié ici à Rome, entouré de ses officiers d'état major en grande tenue.
M. de Montebello commandait, depuis 1865, la division de cavalerie de la Garde impériale.
Grand-croix de la Légion d'honneur du 2 septembre 1864, il entra le 6 janvier 1867, au Sénat impérial et fut admis en 1869 dans le cadre de réserve.

Dans ses mémoires, le général du Barail se souviendra :
« On sait que mes rapports avec le général de Montebello n'ont jamais été tendres ; ils ne s'améliorèrent point dans la Garde. Le nom illustre qu'il portait et dont il était justement fier, sa position d'aide de camp de l'Empereur, les commandements importants qu'il avait exercés, avaient développé chez lui des attitudes hautaines. Il prit pour de la raideur déplaisante ma réserve et mon peu de goût pour le monde et nos relations se réduisirent à des rapports de service qu'il ne sut pas rendre agréables, mais que je sus toujours conserver corrects. »

## Carrière en bref
- 22 décembre 1851 : Général de brigade.
- 28 décembre 1855 : Général de division.
- 22 décembre 1851 - 17 février 1852 : En disponibilité.
- 17 février 1852 - 5 décembre 1869 : Aide de camp du Prince-président de la République puis (2 décembre 1852) de l'Empereur.
- 15 août 1853 - 1er mai 1854 : Commandant de la 3e brigade de la division de cavalerie de réserve de l'Armée de Paris.
- 1er mai 1854 - 1er mai 1855 : Commandant de la brigade de cavalerie de la Garde Impériale.
- 1er mai 1855 - 28 décembre 1855 : Commandant des troupes de la Garde Impériale stationnées en France.
- 28 mai 1862 - 19 décembre 1866 : Commandant du corps français d'occupation à Rome.
- 13 mai 1863 - 31 décembre 1863 : Inspecteur général du 25e arrondissement  d'infanterie.
- 2 mai 1866 - 31 décembre 1866 : Inspecteur général du 24e arrondissement d'infanterie.
- 5 janvier 1867 - 4 septembre 1870 : Sénateur du Second Empire.
- 9 janvier 1867 - 5 décembre 1869 : Commandant de la division de cavalerie de la Garde Impériale.
- 17 avril 1867 - 31 décembre 1869 : Inspecteur général du 1er arrondissement de cavalerie.
- 5 décembre 1869 : Placé dans la section de réserve.
- 31 juillet 1870 - 4 septembre 1870 : aide de camp de l'Empereur.

## Titres
- 1er Baron de Montebello et de l'Empire (lettres patentes du 9 mars 1810[3]) ;
- Donataire (revenu : 4 000 fr. sur Rome (3 décembre 1809[3])
- Comte de Montebello[réf. nécessaire] ;

## Décorations
Royaume de France
- Chevalier de la Légion d'honneur (21 mai 1843), puis,

 République française
- Officier de la Légion d'honneur (2 mai 1850), puis,

 Empire français
- Commandeur (10 août 1853), puis,
- Grand officier (25 juin 1859), puis,
- Grand-croix de la Légion d'honneur (2 septembre 1864).
- Médaille commémorative de la campagne d'Italie (1859) ;

 Royaume-Uni de Grande-Bretagne et d'Irlande
- Médaille commémorative de Crimée ;

 Royaume de Sardaigne
- Commandeur de l'Ordre des Saints-Maurice-et-Lazare.

## Armoiries
| Figure | Blasonnement |
|        | Armes du baron de Montebello et de l'Empire (lettres patentes du 9 mars 1809). De sinople à l'épée haute en pal d'or, brisée d'un chevron alaisé d'argent, placé au-dessus de l'épée ; au deuxième point en chef ; « franc-quartier » de baron tiré de l'armée., |

## Ascendance et postérité

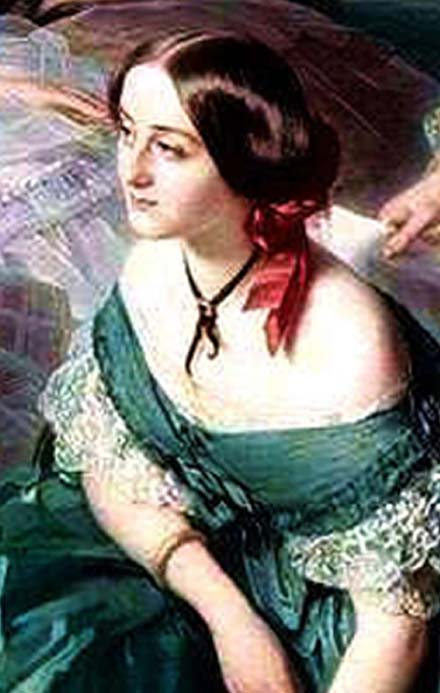
Adrienne de Villeneuve-Bargemon, comtesse de Montebello, par Winterhalter, extrait du tableau L'Impératrice Eugénie et ses dames d'honneur de Winterhalter, 1855.

Le général Lannes épousa, le 18 janvier 1847 à Paris, Adrienne (30 octobre 1826 - Nantes † 8 juin 1870 - Paris), dame du palais de l'impératrice Eugénie, fille d'Alban de Villeneuve-Bargemont (1784-1850), préfet, député du Var puis député du Nord.
- Ensemble, ils eurent:
  - Jean Alban (28 février 1848 - Paris † 29 avril 1915 - Paris VIIe), 2e baron de Montebello , marié, le 2 juillet 1874 à Paris VIIe, avec Albertine de Briey (19 avril 1855 - Château de La Roche-Gençay, Magné (Vienne) † 19 octobre 1930 - Paris XVIe), comtesse du Saint-Empire, fille de Charles Louis Marie Anatole (1824-1902), comte de Briey, dont :
    - Marie Berthe Roselyne Suzanne Adrienne (5 mai 1875 - Paris † 1961), mariée, le 17 novembre 1906 à Paris, avec Amédée de Vallombrosa (1880-1968), organiste, compositeur, dont postérité ;
    - Marie Roselyne (23 novembre 1880 - Paris † 29 mai 1942 - Paris), mariée, le 22 novembre 1919 à Paris, avec Henri (1884-1937), comte de Villeneuve-Flayosc, aviateur pendant la première Guerre mondiale ;

  - Louise Marie Eugénie (1854 † 5 février 1859).